# Lilli Baitz
Lilli Baitz geb. Elisabeth Margaretha Schreiber (23. September 1874 in Bad Aussee – 14. August 1942 ebenda) war eine österreichische Kunsthandwerkerin und Unternehmerin. Sie gründete gemeinsam mit ihrem Ehemann eine Manufaktur für Puppen und Figurinen, die zumeist in Tracht gekleidet waren. Aufgrund ihrer jüdischen Herkunft wurde sie vom NS-Regime drangsaliert und ihre Firma arisiert. Sie beging am Vorabend ihrer geplanten Deportation Suizid.

## Leben und Werk

### Familie
Lilli Baitz stammte aus einer jüdischen Familie. Ihr Großvater Samuel Schreiber war in Böhmisch-Leipa Lehrer der israelitisch-deutschen Normalschule. Ihr Vater Josef Schreiber (1835–1908) war Arzt, ihre Mutter war die Publizistin Clara Schreiber geborene Hermann (1848–1905). Lilli hatte zwei ältere Schwestern, Ida Virginia (1868–1927) und Adele (1872–1957). Ihr Vater gründete 1868 das erste Sanatorium von Bad Aussee, das heutige Elisabethheim. Nach dessen Verkauf im Jahr 1877 baute er ebendort 1883 das Sanatorium Kuranstalt Alpenheim auf. Die Eltern traten 1894 zum Katholizismus über, auch Lilli wurde 1888 getauft. Die Töchter wurden zunächst von Gouvernanten und Hauslehrern erzogen. Lilli besuchte Kunstschulen in Florenz und München sowie die k. k. Kunstgewerbeschule Wien. Sie war Hospitantin in der von Josef Hoffmann geleiteten Fachklasse für Architektur. Sie heiratete Roman Baitz (1887–1930) und ging mit ihm nach Berlin, wo ihre Schwester Adele bereits seit 1898 lebte. Nach dem Tod der Eltern wurde das verschuldete Sanatorium in Bad Aussee versteigert.

### Laufbahn als Kunsthandwerkerin
1909 begann ihre Laufbahn als Kunsthandwerkerin. Nachdem sie für eine Abendeinladung ihrer Schwester Tischkarten gefertigt hatte, folgten erste Aufträge. Der Weinhändler Berthold Kempinski bestellte Figurinen zu verschiedenen Weinsorten. Baitz schnitzte Kartoffelköpfe und kleidete sie in der Tracht der jeweiligen Weinregion. Gemeinsam mit ihrem Mann gründete sie das Wiener Kunstgewerbeatelier Lilli und nahm Bestellungen großer Kaufhäuser und Markenunternehmen an, darunter Karstadt in Hamburg, Harrod’s in London, Herzmansky in Wien sowie die HAPAG. Nach dem Ersten Weltkrieg übersiedelte das Ehepaar Baitz nach Salzburg-Parsch, wo sie eine weitere Werkstatt aufbauten. Lilli Baitz’ Dekorationen zeigten oftmals Märchenszenen, Tier- und Fabelgeschichten, beispielsweise Weihnachtslandschaften, in denen Trachten und volkstümliche Architektur eine wichtige Rolle spielten. Die Szenen wurden fallweise mit mechanischen Teilen in Bewegung versetzt.
1928 gestaltete die Firma etwa ein Osterschaufenster für die Schokoladenfabrik Sarotti. Kaufmann’s, the Big Store, ein Kaufhaus aus Pittsburgh, bestellte alljährlich Szenen, unter anderem aus der Gründungsgeschichte der Vereinigten Staaten. Eine vermutlich für dieses Kaufhaus gefertigte Weihnachtskrippe wurde auch in Bad Aussee gezeigt. Eine solche Krippe findet sich heute noch alljährlich in der Weihnachtszeit in der Ausseer Kirche. Ein Trend der damaligen Zeit war auch das Faible von Großstädtern für Gebirgstrachten, propagiert vom Volkstumsforscher Konrad Mautner. Die Nachfrage an Trachtenpüppchen stieg.
Nach dem frühen Tod ihres Mannes im Jahr 1930 kehrte Lilli Baitz nach Aussee zurück, lebte dort fortan mit ihrer engen Freundin Paula Schmidl und ließ eine Villa in Lerchenreith errichten, das „Sonnenhäusl“; ihre Werkstatt befand sich in der Kirchengasse 10. Die Berliner Niederlassung wurde von den langjährigen Mitarbeitern Gudrun Schemell und Paul Friedel geführt, wobei ihnen Baitz beratend zur Seite stand. Ein gutdokumentiertes Beispiel für einen der Aufträge aus dieser Zeit ist die Gestaltung eines Abschiedsabends auf dem Passagierschiff Hamburg, der komplett im originalgetreuen Stil des „Weißen Rössls“ dekoriert war. Im Auftrag der Filmfirma Metro-Goldwyn-Mayer wurden im Jahr 1934 lebensgroße Figuren von Laurel und Hardy angefertigt und in Berliner Kaffeehäusern als Werbung für den Film Die Wüstensöhne aufgestellt.

### Arisierung des Unternehmens und Suizid
Nach der Arisierung des Berliner Unternehmens im Jahr 1938 ließen die Nationalsozialisten die Firma weiterbestehen und nutzten ihre Erzeugnisse für Propagandazwecke, indem zum Beispiel die von ihr geschaffenen Figurinen für die Deutschen Reichsbahnzentrale gefertigt wurden.
Nach dem Anschluss Österreichs im März 1938 war Baitz zunehmend antisemitischen Anfeindungen und Druck durch die Gestapo ausgesetzt. Ihrer Lebensgefährtin Paula Schmidl gelang es, durch Eingaben an NS-Behörden die Deportation zu verzögern. Die Zwangsübersiedlung nach Wien konnte vorerst abgewendet werden. Als Baitz in der Schweiz ihre Schwester Adele besuchte, wurde sie vergeblich von dieser beschworen, nicht nach Bad Aussee zurückzukehren. Als sie vorgewarnt wurde, dass am kommenden Tage die Deportation erfolgen würde, nahm sich Lilli Baitz mit Hilfe eines befreundeten Arztes am 14. August 1942 das Leben.

## Die Firma unter NS-Führung
Nach der Arisierung der Firma 1938 wurde das Atelier verpflichtet, auch Propagandamaterial für das NS-Regime herzustellen – beispielsweise eine Kriegsszene mit dem Titel „Dünkirchen“. Die Schaufensterdekorationen waren für Bahnhöfe im Ausland gedacht, „um der Feindpropaganda wirkungsvoll entgegenzutreten“. Nach der verlorenen Schlacht von Stalingrad wandelte sich der Fokus der bestellten Puppen und Figurinen. Nunmehr sollten die Kultiviertheit des deutschen Volkes und deren Ingenieurleistungen illustriert werden. Die Szenenbilder „Gutenberg-Druckerei“, „Altdeutsche Weinstube“ und „Alpenstraße“ wurden im Mai 1943 von der Deutschen Reichsbahn bestellt und auf Bahnhöfen in besetzten Gebieten gezeigt.
Nach einem Bombenschaden am Berliner Firmensitz wurde der Betrieb nach Bad Aussee verlagert.

## Nachlass und Gedenken
Nach dem Untergang des NS-Regimes 1945 wurde die Firma L. & R. Baitz Nachfolger von langjährigen Mitarbeitern neu gegründet. Zuerst versuchte man einen Neustart in Bad Aussee, übersiedelte jedoch 1947 nach Lustenau, weil die Vorarlberger Textilindustrie weitgehend von Kriegsschäden verschont geblieben war. Die „Baitz-Trachtenpuppen“ mit den „süßlich-klischeehaften Gesichtszügen“ (ORF-Bericht), blieben weiterhin nachgefragt und galten bis in die 1960er Jahre als Exportschlager. Sie wurden mit verschiedenen regionalen Trachten hergestellt. Einige sind heute noch begehrte Sammlerobjekte.
Das Grab von Lilli Baitz und ihrer Eltern in Bad Aussee wurde aufgelöst; nur für den Vater gibt es ein Denkmal an der Rückseite des Ausseer Kammerhofmuseums. Für Lilli Baitz wurde in ihrer Heimatstadt bislang keine Gedenktafel errichtet.
Der Nachlass des Unternehmens befindet sich im Puppenmuseum Blons (Vorarlberg). Private Erinnerungsstücke der Familie finden sich größtenteils im Archiv des Jüdischen Museums Hohenems. 2012 fand eine Ausstellung im Ausseer Kammerhofmuseum statt, gemeinsam erstellt mit dem Puppenmuseum Blons. Heute kann im Kammerhofmuseum die Trachtenkrippe von Lilli Baitz besichtigt werden.